# Andreas Hagl
Andreas Hagl (* 2001) ist ein deutscher Schauspieler und Synchronsprecher.

## Leben und Wirken
Hagl wuchs in Pfaffenhofen an der Ilm auf und legte sein Abitur am Schyren-Gymnasium ab. Daraufhin absolvierte er seine Schauspielausbildung von 2019 bis 2022 bei der Schauspielschule Zerboni in München. Anschließend spielte er regelmäßig am Theater Wasserburg, wo er unter anderem als Franz von Moor in Schillers Die Räuber oder in der Titelrolle in Goethes Werther zu sehen war. Zudem wirkte er in mehreren Filmen und Fernsehserien mit.
Andreas Hagl wohnt in München.

## Filmografie

### Als Schauspieler
- 2020: Ausgebremst (Mini-Fernsehserie)
- 2020: Dahoam is Dahoam (Fernsehserie)
- 2021: Alles was zählt (Fernsehserie)
- 2022: Spurlos in Athen (Fernsehfilm)
- 2022: 1972 – Münchens schwarzer September (Doku-Spielfilm)
- 2022: Frühling – Das Mädchen hinter der Tür (Fernsehfilm)
- 2022: Kohlrabenschwarz (Fernsehserie)
- 2024: Sturm der Liebe (Fernsehserie)

### Als Synchronsprecher
- 2021: Sweartagawd in Charm City Kings
- 2022: Charlie Brown in Die Peanuts Classics
- 2022: Niano Organa in Obi-Wan Kenobi